# Rhynchospora melanocarpa
Rhynchospora melanocarpa är en halvgräsart som beskrevs av A.C.Araújo och William Wayt Thomas. Rhynchospora melanocarpa ingår i släktet småag, och familjen halvgräs.
Artens utbredningsområde är Bolivia. Inga underarter finns listade i Catalogue of Life.